# Saison 2001-2002 du Sporting Club de Bastia
la tenue officielle à domicile du sporting club de Bastia saison 2001-2002 avec la tête Corse sur le côté a été dessinée par Bernardini à la suite d'un concours de dessin elle a été portée pendant une année il y a d'ailleurs un article de journal de Corse-Matin
Maillots
Chronologie
Saison précédente Saison suivante
La saison 2001-2002 du Sporting Club de Bastia est la vingt-cinquième saison du club corse de football en Division 1, la première division française de football, la huitième saison consécutive depuis son retour dans l'élite en 1994.

## Résumé de la saison
Frédéric Antonetti parti, le club connaît de nombreux changements. Beaucoup de joueurs partent, d'autres arrivent grâce à l'impulsion de Robert Nouzaret, ex-entraîneur de Toulouse, qui emmène avec lui pas moins de cinq recrues. La saison sera médiocre en championnat, mais bonne en coupe. C'est également la dernière saison que Bastia sera engagé en coupe d'Europe.